# Weißenbach am Lech
Weißenbach am Lech är en ort och kommun i distriktet Reutte i förbundslandet Tyrolen i Österrike.
Kommunen består av två orter (Ortschaften) (inom parentes invånarantal 1 januari 2024):
- Vorderhornbach (274)
- Gaicht (27)